# Finero
Finero (Fìnar in lombardo occidentale) è una frazione del comune italiano di Malesco, in provincia del Verbano-Cusio-Ossola, in Piemonte. Fino al 30 giugno 1928 è stato un comune autonomo.

## Geografia fisica
Situata a 900 metri sul livello del mare, rispetto al centro comunale e alla frazione Zornasco (le quali sono in Val Vigezzo), Finero si trova in Valle Cannobina, adagiato ai piedi de La Cima (1810 m s.l.m.) e della Testa del Mater (1846 m s.l.m.). Percorso dal torrente Cannobino, questa località è una delle porte settentrionali del Parco nazionale della Val Grande, ma non rientra nei confini dell'area naturale; tuttavia da Finero, in pochi minuti di cammino, si può raggiungere Provola (nel comune di Valle Cannobina), località già nel territorio del Parco.

### Territorio
La località di Finero è molto conosciuta nel mondo della geologia, in quanto si identifica un complesso mafico con l'omonimo nome (Complesso mafico di Finero). Esteso per 11 Km e largo 1 Km, è situato in prossimità della Linea insubrica e presenta al suo interno, in superficie Peridotiti mantelliche (varietà Harzburgite) esumate nel Mesozoico. Le Harzburgiti di Finero sono molto ricche in Anfibolo e Pirosseni, tessituralmente mostrano segni di ricristallizzazione e da studi geochimici si è visto che hanno subito fenomeni di arricchimento ad opera di fluidi meta somatizzanti; geochimicamente sono ricche in Stronzio, Potassio, Terre rare leggere (LREE) e impoverite in Niobio, pertanto si ritiene che tali rocce siano legate a Subduzione dell'Orogenesi ercinica.

## Storia
La comunità di Finero è stata da sempre legata alla parrocchia di Malesco e per questo motivo anche il comune, pur essendo in Valle Cannobina, faceva parte del mandamento di Santa Maria Maggiore.
Solo nel 1569 Finero diventò una parrocchia autonoma, staccandosi da Malesco. In questo modo sacerdoti e abitanti evitavano di compiere ogni domenica il faticoso viaggio verso Piasca, località intermedia tra Malesco e Finero, dove sorgeva una piccola chiesetta per le celebrazioni.
La realizzazione di una strada carrabile tra Malesco e Finero avverrà nel 1861 mentre il collegamento con Cannobio venne completato solo nel 1876.

Il 30 giugno 1928 il comune di Finero, fino ad allora autonomo, fu unito a Malesco.

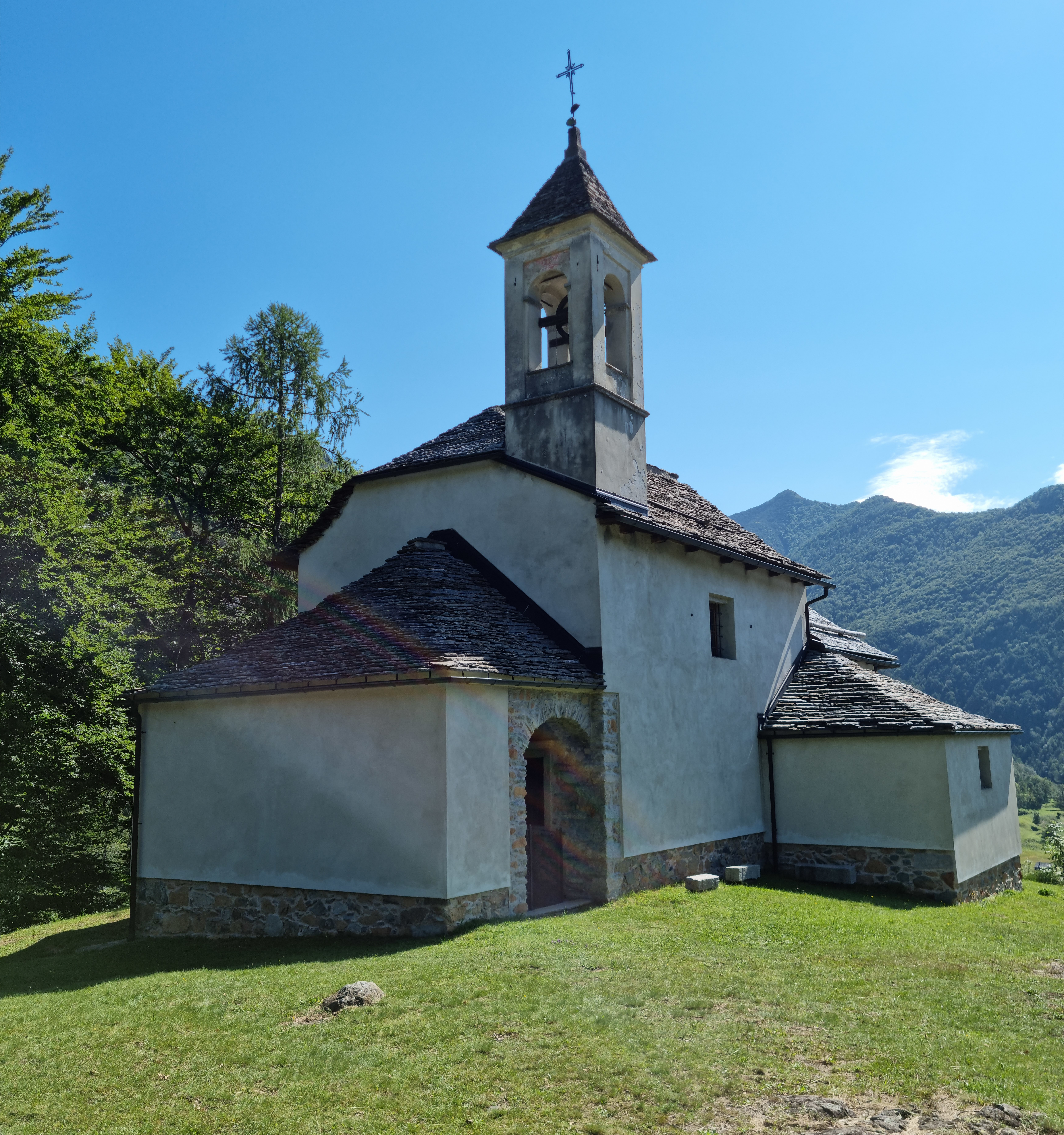
Oratorio della Madonna del Sasso sopra Finero

## Monumenti e luoghi d'interesse
Chiesa parrocchiale di San Gottardo
La chiesa parrocchiale di Finero è dedicata a san Gottardo di Hildesheim. Costruita intorno alla metà del '500, è stata più volte ampliata e nel 1845 raggiunge le forme attuali. Gli affreschi sono dei pittori Antonio Maria Borgnis di Craveggia e Carlo Giuseppe Peretti di Buttogno.
Oratorio della Madonna del Sasso

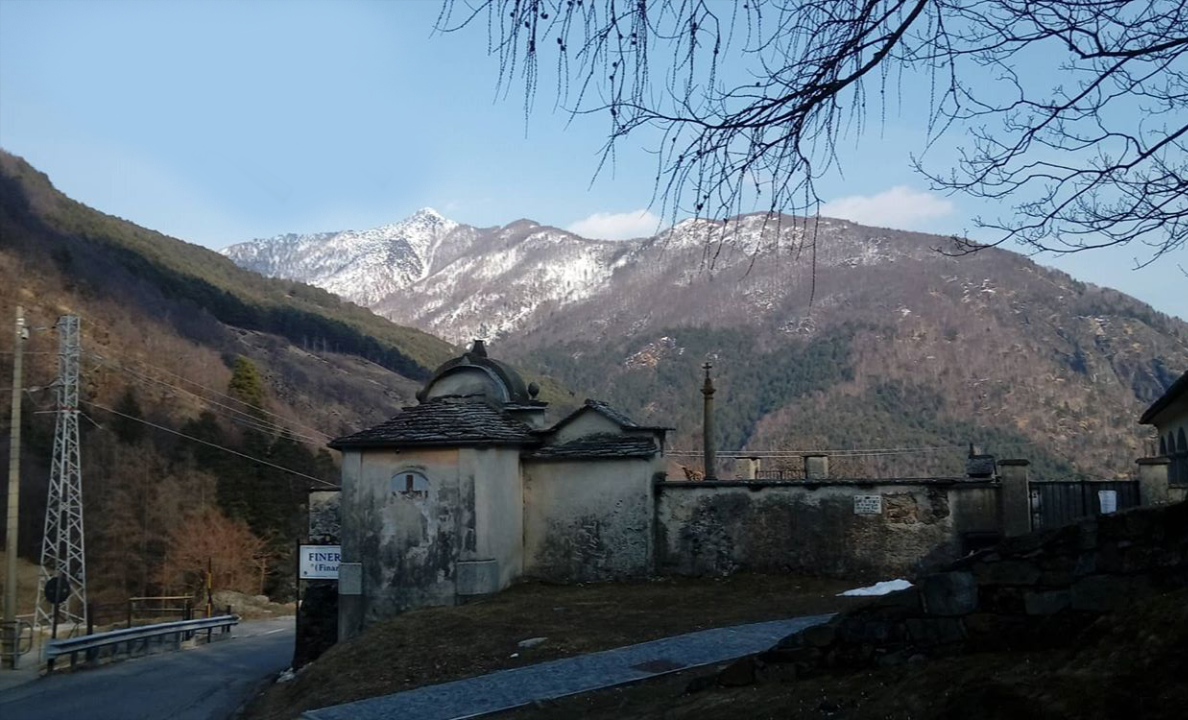
Il cimitero di Finero, luogo della fucilazione dei quindici partigiani

Su uno sperone roccioso che sovrasta l'abitato di Finero troviamo l'Oratorio del Sasso dedicato alla Madonna di Loreto. Fu costruito a partire da una cappella cinquecentesca, ampliato nel ‘700 e concluso nel 1842. Ogni seconda domenica di settembre cade la ricorrenza della Madonna Nera, celebrata con una solenne processione.
Oratorio del Santissimo Sacramento
Nel 1609 è stata fondata la confraternita del Santissimo Sacramento, che nel 1876 costruirà dietro la parrocchiale un piccolo oratorio. Venne successivamente costruito un locale di collegamento con la sacrestia.
Monumento ai partigiani
Nel 1944 furono imprigionati a Malesco quindici partigiani catturati durante i rastrellamenti in Val Grande: trasportati a Finero il 23 giugno dello stesso anno, furono fucilati presso il cimitero. Oggi all'ingresso del paese è stato costruito un monumento in loro ricordo.
Casa Cavalli
Casa nel centro storico di Finero, appartenuta al chirurgo Giovanni Antonio Cavalli, costruita intorno al '500 mantenendo le forme originali.